# Ярополк Романович
Ярополк Романович (около 1151/1156 — после 1180) — князь Трипольский (1177), Смоленский (1172—1174, 1175, 1175—1177). Старший сын Романа Ростиславича Смоленского и Киевского.

## Биография
Ярополк княжил в Смоленске в периоды киевского княжения своего отца. В первый раз, когда Андрей Юрьевич Боголюбский был недоволен вокняжением в Киеве Владимира Мстиславича по смерти своего брата Глеба, Андрей дал киевское княжение Роману Ростиславичу. Роман, владея смоленским престолом и соседствуя с сильным княжеством Андрея, был более сговорчив, нежели младшие Ростиславичи, владевшие уделами в Киевской земле. После организованного Андреем безрезультатного похода на Киевщину великим князем Киевским стал Ярослав Изяславич, а Роман вернулся в Смоленск.
После ухода из Киева Ярослава Изяславича, уже после смерти Андрея, Роман снова занял киевское княжение, оставив в Смоленске Ярополка. Однако, смоляне призвали на княжение младшего Ростиславича Мстислава, но тот предпочёл не вступать в конфликт с братом и вернул престол Ярополку. В 1177 году, когда после поражения от половцев Святослав Всеволодович Черниговский стал требовать лишить Давыда Ростиславича удела как виновника поражения, Роман не пошёл на это и был вынужден уступить киевский престол Святославу и вернуться в Смоленск.

## Семья и дети
Жена — неизвестна.
Дети:
- Вислава (предположительно) — замужем за поморским князем Богуславом I.